# Данилов, Владимир Григорьевич
Владимир Григорьевич Данилов (р. 07.11.1936) — российский радиоинженер, лауреат Государственной премии СССР (1983).
Родился 7.11.1936 в с. Новошешминское Новошешминского района Татарской АССР.
Окончил радиотехнический факультет Казанского авиационного института (1960) и первое время работал там же. Подготовил учебный курс «Электронные вычислительные машины непрерывного действия» для новой кафедры «ЭВМ».
С 1962 в Казанском научно-исследовательском электрофизическом институте (КНИЭФИ): начальник сектора (1963—1979), начальник отдела (1979—1983), главный конструктор (1983—2000), главный специалист (с 2001).
Лауреат Государственной премии СССР (1983) — за работы по радиотехнической аппаратуре специального назначения (шифрующе-дешифрующая аппаратура ЗАО-П для ЗРК).